# 로스:타임:라이프 (2015년 드라마)
《로스:타임:라이프》는 2015년 7월 9일부터 네이버TV에서 공개된 웹드라마이며, TV조선에서는 7월 9일과 7월 16일에 방영된다.

## 줄거리
오늘도 평범한 인생을 살아가는 당신에게 예고 없이 죽음이 닥쳐온다면? 인생의 낭비를 정산하는 시간, 로스:타임:라이프.

## 등장 인물

### 전반전
- 승희 : 현승희 역
- 우상전 : 현대식 역
- 바로 : 바로 역
- 김용호 : 차광수 역

### 후반전
- 이일화 : 김혜숙 역
- 정원중 : 박규식 역
- 차정원 : 박민지 역
- 산들 : 박민수 역
- 김민채 : 한영애 역
- 정나온 : 차회자 역

### 연장전
- 엄효섭 : 주심 역
- 권혁 : 부심1 역
- 이호열 : 부심2 역
- 최재섭 : 부심3 역
- 오상진 : 캐스터 역
- 정성호 : 해설자 역
- 이재욱 : 김주사 역
- 정이랑 : 정명옥 역
- 조승연 : 본부장 역